# A Skylit Drive
A Skylit Drive é uma banda de post-hardcore americana de Lodi, California formada em 2005. A banda lançou um DVD, um EP e cinco álbuns de estúdio: Wires...and the Concept of Breathing em 20 de Maio de 2008, Adelphia em 9 de Junho de 2009 e Identity on Fire em 15 de Fevereiro de 2011. A banda gravou seu 4° álbum de estúdio Rise que foi lançado em 2013. Eles lançaram seu quinto álbum de estúdio ASD em 9 de outubro de 2015.

## História

### Formação eShe Watched the Sky EP(2006–2007)
A Skylit Drive foi formada quando seus membros ainda estudavam na Lodi High School Lodi High em Lodi. Cory La Quay (Baterista) estudava na Franklin High School em Elk Grove, Califórnia juntamente com Matt Mingus (Baterista) do Dance Gavin Dance. Seu primeiro EP She Watched the Sky, foi lançado em 2007 pela então gravadora Tragic Hero Records. Após isso A Skylit Drive entrou em turnê com várias outras bandas como Four Letter Lie, Blessthefall, Scary Kids Scaring Kids, Greeley Estates, Oh, Sleeper, The Blackout, Alesana, Before Their Eyes, Dance Gavin Dance, Kenotia, Pierce the Veil, e From First to Last.
Jordan Blake deixou a banda na metade da turnê por volta de Novembro de 2007, devido a úlceras que não lhe permitia produzir novas canções. A saída de Blake foi mútua entre ele e os outros membros do ASD. Ele participou da Razing Alexandria por um tempo curto, em seguida formou projetos Watchout! Theres Ghosts!, JbdJ, e Trances.
Com a partida de Blake do A Skylit Drive, Jonny Craig ajudou a banda em alguns shows após sua saída do Dance Gavin Dance

### Wires and the Concept of Breathing(2008)

Wires...and the Concept of Breathing 2008

Uma versão demo de "Knights of the Round", foi executada ao vivo por Jonny Craig como vocalista durante suas poucas performances com a banda em Novembro de 2007. Embora Craig tenha escrito a letra da música, apenas o coro ou refrão acredita-se ter sido mantido na versão final do álbum cantado por então sua recente-descoberta, o vocalista Michael Jagmin, antes da Odd Project, substituindo Craig definitivamente no vocal. Craig Mabbitt também foi cogitado e testado para substituir Blake no vocal, após sair do Blessthefall, porém Craig se juntou ao Escape The Fate. Wires...and the Concept of Breathing foi lançado em Maio de 2008. O álbum alcançou a posição #171 na Billboard 200, bem como a #9 no Top Heatseekers e #20 no Top Independent Albums. Pouco depois do lançamento do álbum eles filmaram um vídeo para a organização To Write Love on Her Arms sem fins lucrativos, dirigido por Robby Starbuck. Eles apareceram no festival The Bamboozle em 2008 e saiu em turnê no verão desse mesmo ano com Sky Eats Airplane, Breathe Carolina, e Emarosa.
Eles saíram em turnê com Greeley Estates, August Burns Red, Sky Eats Airplane, This or the Apocalypse, Escape The Fate, Alesana, Chiodos e Silverstein durante 2008. Também filmaram um DVD chamado "Let Go of the Wires", que foi lançado no dia 9 de Novembro de 2008.
Em meados de Novembro a banda lançou um videoclipe para a música "Wires and the Concept of Breathing’’. O vídeo pode ser visto através de seu perfil no MySpace. Sua música e vídeo ‘’ This Isn't the End’’ que está em seu MySpace, foi dirigido por Robby Starbuck sem fins lucrativos para To Write Love on Her Arms como foi dito antes. Ambos os vídeos estão em seu álbum completo "Wires and the Concept of Breathing’’, e a banda lançou outros vídeos para músicas do álbum. Eles anunciaram que haveria cinco novos vídeos em seu primeiro DVD "Let Go of the Wires", também imagens, músicas ao vivo de um show na Glasshouse em Pomona (Califórnia). O DVD foi lançado exclusivamente na Hot Topic em 9 de dezembro de 2008.
Em 19 de Dezembro de 2008, foi anunciado que A Skylit Drive seria uma das bandas a participar do Vans Warped Tour 2009. Um dia antes da Warped Tour começar, a banda apareceu em uma das lojas Hot Topic em Montclair, Califórnia.

## Posições nas paradas
| Gráfico (2008)                | Posição Maxíma |
| ----------------------------- | -------------- |
| US Billboard 200              | 64             |
| US Top Independent Albums[10] | 64             |
| US Top Internet Albums[10]    | 11             |

Adelphia 2009

No seu DVD "Let Go of the Wires", a banda discutia planos para seu novo álbum. O nome do álbum seria "Glaciers". A banda anunciou mais tarde que este não seria o título de seu novo álbum. Em 26 de maio de 2009, A Skylit Drive lançou uma nova canção, intitulada "Those Cannons Could Sink a Ship" foi disponibilizada para o iTunes e também para seu MySpace. A canção foi a primeira de então seu novo álbum a ser lançado no iTunes. Seu segundo álbum, Adelphia, foi lançado no dia 9 de Junho de 2009 e chegou ao número #64 na Billboard 200. A banda lançou um vídeo para a música "Those Cannons Could Sink A Ship!" em 19 de outubro de 2009, dirigido por Spence Nicholson.
Em 8 de Janeiro de 2008, a banda anunciou, através de um boletim no MySpace, que eram agora uma parte do selo Fearless Records e anunciaram um novo lançamento para 2009. Eles também anunciaram as datas da turnê com o Dance Gavin Dance. A Skylit Drive também virou uma parte da Vans Warped Tour de 2009. A banda também fez uma sessão de autógrafos no Hot Topic em Montclair, Califórnia dias antes do seu primeiro dia na Warped Tour 2009. Durante a turnê fizeram contratações para a organização não lucrativa Music Saves Lives. A Skylit Drive anunciou uma turnê com Senses Fail partida em 30 de Setembro. Depois de sua turnê americana, a banda fez sua primeira turnê da Europa.
Em 6 de Dezembro de 2009, a banda gravou um cover de Journey "Separate Ways (Worlds Apart)" para o Punk Goes.
Durante Fevereiro e Março de 2010, a banda entrou em turnê com We Came As Romans, Of Mice & Men, The Word Alive e Alesana como cabeça principal da turnê pois foi lançado seu álbum The Emptiness.
Está turnê, intitulada The Emptiness, continuará em 2010 no Reino Unido, na Europa. Enquanto Of Mice & Men, We Came As Romans, e The Word Alive não participaram de shows fora dos Estados Unidos. A Skylit Drive (Assim como Alesana) estarão compartilhando a turnê com Emarosa.
Recentemente foi anunciado que a turnê The Emptiness com A Skylit Drive e Alesana passará pela América do Sul com shows no Brasil, Argentina, Chile e Colômbia. Pela primeira vez a banda A Skylit Drive tocará na América do Sul.

### Indenty on Fire(2011)
"Jag" comentou que A Skylit Drive iria começar a escrever e gravar um ‘’sucessor’’ para Adelphia durante o verão de 2010. Ele também comentou que estão trabalhando para que um EP seja lançado no começo de 2011.

Identity On Fire 2011

Em Fevereiro de 2010 Hassle Records pública em seu site "Nós temos novos recrutas para a família Hassle Records, por favor recebam A Skylit Drive com os braços abertos!".
A banda anunciou através de seu MySpace que, em 29 de Maio de 2010, a banda Desires of Sires vai estrear em sua turnê Adelphia. Recentemente "Jag" anunciou em seu Twitter que A Skylit Drive está escrevendo um novo material. A Skylit Drive está escrevendo novas demos. O layout do MySpace da banda mudou em Julho de 2010 com uma nova menssagem dizendo que A Skylit Drive foi no estúdio gravar um novo álbum com Cameron Webb para o início de 2011.
A banda foi na turnê "Average Guys with Exceptional Hair" com as bandas, Woe, Is Me, For All Those Sleeping, Motionless in White e Scarlett O'Hara.

Eles vão participar de todas as datas da Warped Tour de 2011 na fase Ernie Ball.
A banda também anunciou que entrará em um conjunto de turnê européia para o Outono de 2011, juntamente com Woe, Is Me, I Set My Friends On Fire, e Sleeping with Sirens.

Em 20 de janeiro de 2012, A Skylit Drive lançou um vídeo da música The Cali Buds, pela Altpress.com.
Em fevereiro de 2012, A Skylit Drive percorreu o Sudeste Asiático com a banda australiana, For This Cause.

### PartidadeJoeyWilsoneRise(2012-2013)
Em meados de 2012, a banda começou a pré-produção e estariam entrando no estúdio com Cameron Mizell em junho de 2013. Em 21 de setembro de 2012, o guitarrista que Joey Wilson confirmou que ele tinha deixado a banda, citando que era "tempo de seguir em frente para coisas diferentes".
A banda gravou um novo single; intitulado "Fallen", que foi lançado em 30 de novembro de 2012 no canal do YouTube da banda. Depois de dois álbuns, A Skylit Drive voltou a Tragic Hero Records como eles se sentiram "como precisávamos de atenção um pouco mais pessoal, [e eram] apenas capaz de nos dar atenção um pouco mais pessoal. Eles queriam estar na posição onde estávamos confiantes com o álbum". Em 26 de Novembro, a banda embarcou na turnê Nut Up or Shut Up, apoiando blessedthefall. Mais pré-produção teve lugar em fevereiro de 2013 em Los Angeles.
Em 22 de abril de 2013, foi anunciado que a banda entrou em estúdio uma semana antes continuar escrevendo seu álbum com Jim Wirt (Hoobastank, Alien Ant Farm), enquanto o Kit Walters, Mitchell Marlow e Al Jacobs também participou. [20] com o tempo disponível para eles, Jagmin explicou que "nós definitivamente deu cada canção mais tempo do que nós já foi capazes de antes. Tudo foi feito sem os vocais emduas músicas, então eu tinha um mês para escrever duas canções vocais". [7] em abril de 2013 a banda tocou no festival de rock de polpa Summer Slam XIII Til Death Do Us Part em Manila, nas Filipinas. [21] enquanto eles embrulhado pré-produção com Jim Wirt em Cleveland no início de maio.
As sessões de gravação oficial com o produtor Cameron Mizell começou em 1 de junho no Chango Studios em Lake Mary, Florida. Bateria, baixo, guitarra e electrónica foram concluídas em meados de junho, com a banda, movendo-se para o estúdio de Cameron Mizell em Phoenix, para gravar vocais. A banda terminou a gravação em30 de junho de 2013. [22] [23] em 18 de julho, a banda anunciou que seu novo álbum seria intitulado Rise e definida para lançamento em 24 de setembro, seguido poruma turnê para divulgar o novo álbum. Baterista La Quay comentou que "[nós] realmente sentou-se por quase nove meses e [...] escreveu um monte de músicas e tinha um monte de diferentes orelhas nele e um monte de diferentes perspectivas sobre isso". [24] em 31 de julho, a banda lançou o primeiro single e faixa-título do seu novo álbum, "Rise". Por meados de agosto, a banda lançou a lista de faixas e anunciou uma turnê australiana apoiando Dream On, sonhador para novembro de 2013. [25] em 6 de setembro, a banda lançou o segundo single do álbum intitulado "Unbreakable".
Ascensão vendeu mais de 10.000 cópias em sua primeira semana de lançamento, deixando Jagmin ao comentário que o álbum tinha "pegou mais rápido do que os outros". [7] em março-abril de 2014, eles eram um ato de apoio a o Memphis pode arder "A turnê incondicional". [26] Eles também anunciaram que eles iria mais uma vez realizando na Warped Tour para a temporada de 2014.

#### Mudanças na formação, Rise: Ascension, ASD e a saída de Jagmins (2014-presente)
Em 21 de outubro, ambos Brian White e Cory La Quay anunciaram que eles estaria deixando a banda devido a diferenças criativas, enquanto o resto da banda decidiu continuar. [27] em 6 de janeiro de 2015, uma versão acústica do último álbum, intitulado Rise: ascensão, foi lançado. [28] a sequência de março eles anunciaram a adição de dois novos membros, Michael Labelle (ex-de devaneio, Preeminent) nas guitarras e Brandon Richter (anteriormente do Motionless in White) na bateria. [29] em 10 de março de 2015 eles lançou o videoclipe para "Within These Walls" e anunciaram uma turnê norte-americana. [30] Eles lançaram seu quinto álbum de estúdio ASD em 9 de outubro de 2015. Em Setembro de 2016 a banda foi reduzida para quatro membros, sem um baterista permanente.

##### Estilo
O vocalista que Michael Jagmintem um contratenor cantando intervalo, enquanto liricamente ele tenta escrever "Honestamente, só sobre o que a música faz-me pensar". [32] enquanto seu primeiro EP envolvidos predominantemente gritos vocais, isso foi mudado durante a gravação dos fios... álbum quando Jagmin tornou-se o vocalista. A banda estava "feliz com o estilo vocal que escolhemos [como] a popularidade de fios juntamente com [...] dá-em uma boa suficiente minha aprovação a relação de cantar/gritando que vamos ter seguido é o que funciona para nós".

## Integrantes
Atuais
- Nick Miller – guitarra solo (2012–presente); guitarra rítmica (2005–2012)
- Kyle Simmons – baixo (2014–presente), teclado, piano, sintetizador, programação (2005–presente); guitarra rítmica (2012-2015), bateria, percussão (2016-presente)
- Michael Labelle – guitarra rítmica, vocal limpo (2015–presente)

Ex-Integrantes
- Jordan Blake – vocal (2005–2007)
- Curtis Danger – baixo (2005)
- Cory La Quay – bateria, percussão (2005–2014/2015)
- Brandon Richter – bateria, percussão (2014/2015–2016)
- Joey Wilson – guitarra solo (2005–2012)
- Brian White – baixo (2005–2014), vocal limpo (2007–2014); backing vocal limpo (2005-2007)
- Michael Jagmin – vocal (2008–2017), backing vocal limpo (2011–2017)

## Discografia
| Data de Lançamento      | Título                                   | Gravadora                       |
| ----------------------- | ---------------------------------------- | ------------------------------- |
| 23 de Janeiro de 2007   | She Watched the Sky (EP)                 | Tragic Hero Records             |
| 20 de Maio de 2008      | WireRises...and the Concept of Breathing | Tragic Hero Records             |
| 9 de Dezembro de 2008   | Let Go of the Wires (DVD)                | Tragic Hero Records             |
| 9 de Junho de 2009      | Adelphia                                 | Fearless Records                |
| 15 de Fevereiro de 2011 | Identity on Fire                         | Fearless Records/Hassle Records |
| 26 de Setembro de 2013  | Rise                                     | Fearless Records/Hassle Records |
| 2 de janeiro de 2015    | Rise: Ascension                          | Tragic Hero Records             |
| 9 de outubro de 2015    | ASD                                      | Tragic Hero Records             |